# Acamante (figlio di Antenore)
Acamante (in greco antico: Ἀκάμας?, Akámas) è un personaggio della mitologia greca e valoroso eroe troiano, figlio di Antenore, che affiancò Enea e il fratello Archeloco alla guida dei Dardani, alleati di Priamo. Suo padre era uno dei consiglieri di Priamo a Troia, nonché il più favorevole alla restituzione di Elena e alla pacificazione con gli Achei.
Acamante sopravvisse di poco al fratello Archeloco, riuscendo comunque a vendicarne la morte. Nel complesso svolse un ruolo particolarmente brillante durante l'avanzata troiana contro le navi avversarie.

## Mitologia

### Le origini
Suo padre Antenore, uomo di nobiltà d'animo e con spirito pacifista, era uno dei più fidi consiglieri del re Priamo ed aveva salvato dal massacro Menelao ed Ulisse dai Troiani che, istigati da Antimaco, non volevano rendere Elena ed infine invitando Priamo alla restituzione della donna al suo legittimo marito, Menelao stesso. 

Acamante apparteneva ad una nobile famiglia troiana, la cui madre Teano, figlia di Cisseo, re di Tracia, era stata eletta sacerdotessa di Atena a Troia ed era, secondo alcune tradizioni, sorella della regina Ecuba. 

Insieme al già citato Archeloco, Acamante era solo uno degli innumerevoli figli generati da Antenore con la moglie, la cui lista è in parte redatta dalla stessa Iliade e tra i suoi fratelli più valorosi si ricordano Coone, il primogenito, Agenore, Demoleonte e Polibo.

### Nella guerra di Troia
Acamante era molto affezionato al cugino Enea, comandante dei Dardani, con il quale condivideva la supremazia. 

Quando Troia venne assediata dall'esercito di Agamennone, deciso a vendicare l'offesa che il principe troiano Paride aveva arrecato al fratello Menelao rapendone la moglie Elena, Acamante non si schierò immediatamente a favore del suo popolo, ma attese nove anni prima di condurre l'esercito dardano come alleato a Troia. Il suo fu un atto di fedeltà ad Enea, in quanto l'eroe per diverso tempo ebbe contrasti con Priamo che era suo suocero. Probabilmente il figlio di Anchise non sarebbe mai intervenuto a favore del re troiano, se Achille non avesse realizzato un'incursione contro le mandrie che Enea faceva pascolare solitamente sul monte Ida.

### La morte
Secondo Omero, Acamante fu ucciso da Merione, quando Patroclo tornò in battaglia fingendosi Achille e mise in fuga i Troiani. Quinto Smirneo afferma invece che fu invece ucciso poco prima della caduta di Troia, colpito da una freccia di Filottete.